# Geometrische Verteilung
|  | Dieser Artikel wurde auf der Qualitätssicherungsseite des Portals Mathematik eingetragen. Dies geschieht, um die Qualität der Artikel aus dem Themengebiet Mathematik auf ein akzeptables Niveau zu bringen. Bitte hilf mit, die Mängel dieses Artikels zu beseitigen, und beteilige dich bitte an der Diskussion! (Artikel eintragen) |

Die geometrische Verteilung ist eine Wahrscheinlichkeitsverteilung in der Stochastik, die univariat ist und zu den diskreten Wahrscheinlichkeitsverteilungen zählt. Sie wird aus unabhängigen Bernoulli-Experimenten abgeleitet und in zwei Varianten definiert:
Variante A
die Wahrscheinlichkeitsverteilung der Anzahl {\displaystyle X} der Bernoulli-Versuche, die notwendig sind, um einen Erfolg zu haben. Diese Verteilung ist auf der Menge {\displaystyle \mathbb {N} } definiert.
Variante B
die Wahrscheinlichkeitsverteilung der Anzahl {\displaystyle Y} der Fehlversuche vor dem ersten Erfolg. Diese Verteilung ist auf der Menge {\displaystyle \mathbb {N} _{0}} definiert.
Die beiden Varianten stehen in der Beziehung {\displaystyle X=Y+1}. Welche davon man „geometrische Verteilung“ nennt, wird entweder vorher festgelegt oder man wählt diejenige, die gerade zweckmäßiger ist.
Die geometrische Verteilung wird verwendet:
- bei der Analyse der Wartezeiten bis zum Eintreffen eines bestimmten Ereignisses.
  - bei der Lebensdauerbestimmung von Geräten und Bauteilen, d. h. dem Warten bis zum ersten Ausfall
- bei der Bestimmung der Anzahl häufiger Ereignisse zwischen unmittelbar aufeinanderfolgenden seltenen Ereignissen wie zum Beispiel Fehlern:
  - Bestimmung der Zuverlässigkeit von Geräten (MTBF)
  - Bestimmung des Risikos in der Versicherungsmathematik
  - Bestimmung der Fehlerrate in der Datenübertragung, zum Beispiel Anzahl der erfolgreich übertragenen TCP-Pakete zwischen zwei Paketen mit Retransmission

## Definition der geometrischen Verteilung
Eine diskrete Zufallsgröße {\displaystyle X} oder {\displaystyle Y} mit dem Parameter {\displaystyle p} (Wahrscheinlichkeit für einen Erfolg), {\displaystyle q=1-p} (Wahrscheinlichkeit für einen Misserfolg) genügt der geometrischen Verteilung {\displaystyle G(p)}, wenn:
Variante A
Für die Wahrscheinlichkeit, dass man genau {\displaystyle n} Versuche benötigt, um zum ersten Erfolg zu kommen, gilt
{\displaystyle \operatorname {P} (X=n)=p(1-p)^{n-1}=pq^{n-1}\quad (n=1,2,\dotsc )}
Variante B
Für die Wahrscheinlichkeit, {\displaystyle n} Fehlversuche vor dem ersten Erfolg zu haben, gilt
{\displaystyle \operatorname {P} (Y=n)=p(1-p)^{n}=pq^{n}\quad (n=0,1,2,\dotsc )}
In beiden Fällen bilden die Werte für die Wahrscheinlichkeiten eine geometrische Folge.
Damit besitzt die geometrische Verteilung die folgenden Verteilungsfunktionen
Variante A
{\displaystyle F(n)=\operatorname {P} (X\leq n)=p\sum _{i=1}^{n}q^{i-1}=p\sum _{i=0}^{n-1}q^{i}=p{\frac {1-q^{n}}{1-q}}=1-q^{n}=1-(1-p)^{n}}
Variante B
{\displaystyle F(n)=\operatorname {P} (Y\leq n)=p\sum _{i=0}^{n}q^{i}=p{\frac {1-q^{n+1}}{1-q}}=1-q^{n+1}=1-(1-p)^{n+1}}

## Eigenschaften

### Erwartungswert
Die Erwartungswerte der beiden geometrischen Verteilungen sind
Variante A
{\displaystyle \operatorname {E} (X)={\frac {1}{p}}}
Variante B
{\displaystyle \operatorname {E} (Y)=\operatorname {E} (X)-1={\frac {1-p}{p}}}.
Der Erwartungswert kann auf verschiedene Weisen hergeleitet werden:
- {\displaystyle \operatorname {E} (X)=p\sum _{k=1}^{\infty }k\,(1-p)^{k-1}=p\sum _{k=0}^{\infty }\,{\frac {\mathrm {d} }{\mathrm {d} p}}\left(-(1-p)^{k}\right)=-p{\frac {\mathrm {d} }{\mathrm {d} p}}\left(\sum _{k=0}^{\infty }\,(1-p)^{k}\right)=-p{\frac {\mathrm {d} }{\mathrm {d} p}}\left({\frac {1}{p}}\right)={\frac {1}{p}}}.

- {\displaystyle \operatorname {E} (X)=\sum _{k=1}^{\infty }kp(1-p)^{k-1}=\sum _{k=0}^{\infty }(k+1)p(1-p)^{k}=\sum _{k=0}^{\infty }kp(1-p)^{k}+\sum _{k=1}^{\infty }p(1-p)^{k-1}=(1-p)\operatorname {E} (X)+1}

{\displaystyle \Rightarrow \operatorname {E} (X)={\frac {1}{p}}}.
Dabei ist {\displaystyle \sum _{k=1}^{\infty }p(1-p)^{k-1}=1}, da {\displaystyle p(1-p)^{k-1}} die Wahrscheinlichkeitsfunktion ist.
- Der Erwartungswert {\displaystyle \operatorname {E} (X)} lässt sich per Fallunterscheidung zerlegen. Mit Wahrscheinlichkeit {\displaystyle p} geht das erste Experiment erfolgreich aus, das heißt, {\displaystyle X} wird mit 1 realisiert. Mit Wahrscheinlichkeit {\displaystyle 1-p} ist das erste Experiment erfolglos, aber der Erwartungswert für die Anzahl der dann noch folgenden Experimente ist wegen der Gedächtnislosigkeit wiederum {\displaystyle \operatorname {E} (X)}. Also gilt

{\displaystyle \operatorname {E} (X)=p\cdot 1+(1-p)\cdot (1+\operatorname {E} (X))=1+(1-p)\cdot \operatorname {E} (X)}, also {\displaystyle \operatorname {E} (X)={\frac {1}{p}}}.
- Führt man {\displaystyle n} Experimente durch, so ist der Erwartungswert für die Anzahl der erfolgreichen Experimente {\displaystyle n\cdot p}. Daher ist der zu erwartende Abstand zwischen zwei erfolgreichen Experimenten (einschließlich eines erfolgreichen Experimentes) {\displaystyle {\tfrac {n}{n\cdot p}}}, also {\displaystyle \operatorname {E} (X)={\tfrac {1}{p}}}.

### Varianz
Die Varianzen der beiden geometrischen Verteilungen sind
{\displaystyle \operatorname {Var} (X)=\operatorname {Var} (Y)={\frac {1-p}{p^{2}}}={\frac {1}{p^{2}}}-{\frac {1}{p}}}.
Die Herleitung kann erfolgen über
| {\displaystyle \operatorname {Var} (X)} | {\displaystyle =\operatorname {E} (X^{2})-\operatorname {E} (X)^{2}=p\sum _{k=1}^{\infty }k^{2}(1-p)^{k-1}-{\frac {1}{p^{2}}}} |
|                                         | {\displaystyle =p\sum _{k=1}^{\infty }k(k+1)(1-p)^{k-1}-p\sum _{k=1}^{\infty }k(1-p)^{k-1}-{\frac {1}{p^{2}}}} |
|                                         | {\displaystyle =p{\frac {\mathrm {d} ^{2}}{\mathrm {d} p^{2}}}\sum _{k=1}^{\infty }(1-p)^{k+1}+p{\frac {\mathrm {d} }{\mathrm {d} p}}\sum _{k=1}^{\infty }(1-p)^{k}-{\frac {1}{p^{2}}}}                                                   |
|                                         | {\displaystyle =p{\frac {\mathrm {d} ^{2}}{\mathrm {d} p^{2}}}\left(\sum _{k=0}^{\infty }(1-p)^{k}\cdot (1-p)^{2}\right)+p{\frac {\mathrm {d} }{\mathrm {d} p}}\left(\sum _{k=0}^{\infty }(1-p)^{k}\cdot (1-p)\right)-{\frac {1}{p^{2}}}} |
|                                         | {\displaystyle =p{\frac {\mathrm {d} ^{2}}{\mathrm {d} p^{2}}}\left({\frac {1}{1-(1-p)}}\cdot (1-p)^{2}\right)+p{\frac {\mathrm {d} }{\mathrm {d} p}}\left({\frac {1}{1-(1-p)}}\cdot (1-p)\right)-{\frac {1}{p^{2}}}}                     |
|                                         | {\displaystyle =p{\frac {\mathrm {d} ^{2}}{\mathrm {d} p^{2}}}\left({\frac {(1-p)^{2}}{p}}\right)+p{\frac {\mathrm {d} }{\mathrm {d} p}}\left({\frac {1-p}{p}}\right)-{\frac {1}{p^{2}}}}                                                 |
|                                         | {\displaystyle =p\cdot {\frac {2}{p^{3}}}-p\cdot {\frac {1}{p^{2}}}-{\frac {1}{p^{2}}}={\frac {1}{p^{2}}}-{\frac {1}{p}}}. |

### Gedächtnislosigkeit
Die geometrische Verteilung ist eine gedächtnislose Verteilung, d. h. es gilt für
Variante A
{\displaystyle \operatorname {P} (X=n+k\,|\,X>n)=\operatorname {P} (X=k)\quad n,k=1,2,\dotsc }
Variante B
{\displaystyle \operatorname {P} (Y=n+k\,|\,Y\geq n)=\operatorname {P} (Y=k)\quad n,k=0,1,2,\dotsc }
Ist also von einer geometrisch verteilten Zufallsvariablen bekannt, dass sie größer als der Wert {\displaystyle n} ist (Variante A) bzw. mindestens den Wert {\displaystyle n} hat (Variante B), so ist die Wahrscheinlichkeit, dass sie diesen Wert um {\displaystyle k} übertrifft, genau so groß wie die, dass eine identische Zufallsvariable überhaupt den Wert {\displaystyle k} annimmt.
Die Gedächtnislosigkeit ist eine definierende Eigenschaft; die geometrische Verteilung ist also die einzig mögliche gedächtnislose diskrete Verteilung. Ihr stetiges Pendant hierbei ist die Exponentialverteilung.

### Bezug zur Reproduktivität
Die Summe {\displaystyle \textstyle X=\sum _{i=1}^{k}X_{i}} unabhängiger geometrisch verteilter Zufallsgrößen {\displaystyle X_{1},\dotsc ,X_{k}} mit demselben Parameter {\displaystyle p} ist nicht geometrisch verteilt, sondern negativ binomialverteilt. Somit ist die Familie der geometrischen Wahrscheinlichkeitsverteilungen nicht reproduktiv.

### Schiefe
Die Schiefe ergibt sich für beide Varianten zu:
{\displaystyle \operatorname {v} (X)=\operatorname {v} (Y)={\frac {2-p}{\sqrt {1-p}}}}.

### Wölbung
Die Wölbung lässt sich für beide Varianten ebenfalls geschlossen darstellen als
{\displaystyle \beta _{2}=9+{\frac {p^{2}}{1-p}}}.
Damit ist der Exzess
{\displaystyle \gamma =6+{\frac {p^{2}}{1-p}}}.

### Modus
Variante A
Bei Variante A ist der Modus 1.
Variante B
Bei Variante B ist der Modus 0.

### Median
Variante A
Bei Variante A ist der Median
{\displaystyle {\tilde {m}}=\left\lceil {\frac {-1}{\log _{2}(1-p)}}\right\rceil \!}.
Hierbei ist {\displaystyle \lceil \cdot \rceil } die Gaußklammer. Der Median ist nicht notwendigerweise eindeutig.
Variante B
Hier ist der Median
{\displaystyle {\tilde {m}}=\left\lceil {\frac {-1}{\log _{2}(1-p)}}\right\rceil -1\!}.
Auch er muss nicht eindeutig sein.

### Entropie
Die Entropie beider Varianten ist
{\displaystyle \mathrm {H} ={\frac {-(1-p)\log _{2}(1-p)-p\log _{2}p}{p}}}.

### Charakteristische Funktion
Die charakteristische Funktion hat die Form
Variante A
{\displaystyle \varphi _{X}(s)={\frac {pe^{is}}{1-(1-p)e^{is}}}}.
Variante B
{\displaystyle \varphi _{Y}(s)={\frac {p}{1-(1-p)e^{is}}}}.

### Momenterzeugende Funktion
Die momenterzeugende Funktion der geometrischen Verteilung ist
Variante A
{\displaystyle M_{X}(s)={\frac {pe^{s}}{1-(1-p)e^{s}}}}
Variante B
{\displaystyle M_{Y}(s)={\frac {p}{1-(1-p)e^{s}}}}.

### Wahrscheinlichkeitserzeugende Funktion
Die wahrscheinlichkeitserzeugende Funktion der geometrischen Verteilung ist
Variante A
{\displaystyle m_{X}(t)={\frac {pt}{1-(1-p)t}}}
Variante B
{\displaystyle m_{Y}(t)={\frac {p}{1-(1-p)t}}}.

## Beziehungen zu anderen Verteilungen

### Beziehung zur negativen Binomialverteilung
Verallgemeinerung auf mehrere Erfolge

Eine Verallgemeinerung der geometrischen Verteilung stellt die negative Binomialverteilung dar, welche die Wahrscheinlichkeit angibt, dass für {\displaystyle r} Erfolge {\displaystyle n} Versuche notwendig sind (Variante A beider Verteilungen) bzw. dass der {\displaystyle r}-te Erfolg eintritt, nachdem bereits {\displaystyle k=n-r} Misserfolge eingetreten sind (Variante B beider Verteilungen). Dabei modellieren die geometrischen Verteilungen die Anzahlen an benötigten Versuchen für den nächsten Erfolg (Variante A) bzw. an Misserfolgen zwischen den {\displaystyle r} Erfolgen (Variante B).
Umgekehrt ist die geometrische Verteilung eine negative Binomialverteilung mit {\displaystyle r=1} (der jeweiligen Variante). Somit gilt für die Faltung der geometrischen Verteilung 
{\displaystyle \operatorname {Geom} (p)*\operatorname {Geom} (p)=\operatorname {NegBin} (2,p)}.

### Beziehung zur Exponentialverteilung
Konvergenz der geometrischen Verteilung

Für eine Folge {\displaystyle X_{1},X_{2},X_{3},\dotsc } geometrisch verteilter Zufallsvariablen (egal welcher Variante) mit Parametern {\displaystyle p_{1},p_{2},p_{3},\dotsc } gelte {\displaystyle \lim _{n\to \infty }np_{n}=\lambda } mit einer positiven Konstante {\displaystyle \lambda }. Dann konvergiert die Folge {\displaystyle {\tfrac {X_{n}}{n}}} für große {\displaystyle n} gegen eine exponentialverteilte Zufallsvariable mit Parameter {\displaystyle \lambda }.
In Analogie zur diskreten geometrischen Verteilung bestimmt die stetige Exponentialverteilung die Wartezeit bis zum ersten Eintreffen eines seltenen Poisson-verteilten Ereignisses. Die Exponentialverteilung ist also das kontinuierliche Analogon zur diskreten geometrischen Verteilung.

### Beziehung zur zusammengesetzten Poisson-Verteilung
Die geometrische Verteilung in der Variante B entsteht als Spezialfall der zusammengesetzten Poisson-Verteilung in Kombination mit der logarithmischen Verteilung. Als Parameter wählt man {\displaystyle p_{\text{log}}=1-p_{\text{geom}}} und {\displaystyle -\lambda =\ln(1-p_{\text{log}})}. Damit ist die geometrische Verteilung auch unendlich teilbar.

### Beziehung zum Urnenmodell
Die geometrische Verteilung lässt sich aus dem Urnenmodell herleiten, wenn
{\displaystyle p={\frac {p_{1}}{p_{2}}}\in \mathbb {Q} }
ist. Dann entsteht die geometrische Verteilung beim Ziehen mit Zurücklegen aus einer Urne mit {\displaystyle p_{2}} Kugeln, von denen {\displaystyle p_{1}} markiert sind. Sie ist dann die Wartezeit auf den ersten Erfolg (Variante A) bzw. die Zeit bis zum letzten Misserfolg (Variante B).

## Zufallszahlen
Zufallszahlen zur geometrischen Verteilung werden üblicherweise mit Hilfe der Inversionsmethode erzeugt. Diese Methode bietet sich bei der geometrischen Verteilung besonders an, da die Einzelwahrscheinlichkeiten der einfachen Rekursion {\displaystyle \operatorname {P} (X=k+1)=(1-p)\operatorname {P} (X=k)} genügen. Die Inversionsmethode ist hier also nur mit rationalen Operationen (Addition, Multiplikation) und ohne die Verteilungsfunktion vorher zu berechnen und abzuspeichern durchführbar, was einen schnellen Algorithmus zur Simulation garantiert.